# Cordova (Caroline du Nord)
Pour les articles homonymes, voir Cordova.
Cordova est une census-designated place située dans le comté de Richmond, dans l’État de Caroline du Nord, aux États-Unis. Lors du recensement de 2020, elle comptait 1 653 habitants.